# Ekeberg (Oslo)
Ekeberg est un quartier de la ville d'Oslo en Norvège. Il se trouve au sein du bydel de Nordstrand.
Chaque année, la finale de la coupe de Norvège de football se joue en été à Ekeberg.
La peinture Le Cri d'Edvard Munch a été peinte depuis la rue d'Utsikten (no) (« la vue »), qui se trouve à Ekeberg.